# 翁家和楽 (3代目)
三代目 翁家 和楽（おきなや わらく、1933年（昭和8年）12月19日 - 2014年（平成26年）9月3日）は、太神楽曲芸師。

## 芸歴
- 1946年（昭和21年）∶父二代目　翁家 和楽に入門。
- 1952年（昭和27年）∶三代目翁家和楽を襲名。
- 1954年（昭和29年）∶翁家トリオを結成。
- 1982年（昭和57年）∶弟の小楽とコンビ結成。
- 2014年（平成26年）9月3日、左腎細胞がんのため死去、80歳没[1]。

## 受賞歴
- 1978年（昭和53年）∶芸術祭優秀賞受賞。